# لامبادينا (فلم)
لامبادينا (بالإنجليزية: Lambadina) هو فيلم درامي إثيوبي صدر عام 2015 من إنتاج وإخراج ميساي جيتاهون. عُرضت النسخة الأوليّة من الفيلمِ في مهرجان أفريقيا السينمائي في لوس أنجلوس بكاليفورنيا في الولايات المتحدة. حصل الفيلم على جائزة الجمهور للحبكة الروائيّة، كما نالَ جائزة تقدير لجنة التحكيم الخاصة لأول فيلمٍ روائي طويل. حصل الفيلم أيضًا على جائزة أفضل فيلم من إخراج أفريكان ليفينج أبرود في حفلِ توزيع جوائز الأكاديمية الأفريقيّة للفيلم الثاني عشر.

## طاقم التمثيل
هذه قائمةٌ مُصغّرةٌ بأبرز الممثلين والممثلات الذين شاركوا في تصويرِ فيلم لامبادينا:
| - تسيون ميكونين - بيرسو شمشون - أديس كيدان | - مايكل يميسجين - ميساي جيتاهون - اويل برهانو |